# Campeonato Fluminense
El campeonato Fluminense fue la primera división del estado de Río de Janeiro en Brasil cuando el estado de Río de Janeiro y el estado de la Guanabara eran estados separados.

## Historia
La liga fue creada en 1915 donde participaban los clubes de fútbol del estado de Río de Janeiro, hasta que en 1928 participaron equipos representantes de ciudades como en la desaparecida Copa de Ferias de Europa donde el campeón era el que representaba al estado. Eso hasta que en 1941 los equipos de ciudad fueron remplazados por clubes de fútbol.
En 1946 el campeonato se volvió a jugar con representaciones de la ciudad hasta que terminó la época aficionada en 1951 se volvió un torneo profesional luego de que la Federación Fluminense de Deportes formó el departamento profesional, logrando que a partir de 1959 el campeón de la liga lograba la clasificación al Campeonato Brasileño de Serie A.
En 1975 el estado de la Guanabara y el estado de Río de Janeiro se fusionan en un solo estado, pero las federaciones continuaron como entes separados, donde la Federación Fluminense de Deportes organizaba el Campeonato Fluminense. En 1978 las federaciones Fluminense y Carioca se fusionan para hacer a la Federación de Fútbol del Estado de Río de Janeiro, aunque efectuaron el Campeonato Fluminense por una temporada más, desapareciendo oficialmente en 1978.

## Lista de campeones

### Era Aficionada
| - 1915 - Ararigboya (Niterói) - 1916 - Parnahyba (Niterói) - 1917 - Odeon (Niterói) - 1918 - Nictheroyense (Niterói) - 1919 - Fluminense (Niterói) - 1920 - Fluminense (Niterói) - 1921 - Barreto (Niterói) - 1922 - Byron (Niterói) - 1923 - Barreto (Niterói) - 1924 - Byron (Niterói) - 1924 - Byron (Niterói) - 1925 - Serrano (Petrópolis) - 1925 - Byron (Niterói) - 1926 - Elite (Niterói) - 1927 - Gragoatá (Niterói) - 1928 - Niterói XI - 1929 - Niterói XI - 1930 - Niterói XI - 1931 - Niterói XI - 1932 - no se jugó | - 1933 - no se jugó - 1934 - Barra do Piraí XI - 1935 - Niterói XI - 1936 - Campos Xi - 1937 - no se jugó - 1938 - Niterói XI - 1939 - Campos XI - 1940 - Campos y Nova Friburgo XI - 1941 - Icaraí (Niterói) - 1942 - Royal (Barra do Piraí) - 1943 - Icaraí (Niterói) - 1944 - Petropolitano (Petrópolis) - 1945 - Serrano (Petrópolis) - 1946 - no hubo - 1947 - Campos XI - 1948 - Petrópolis XI - 1949 - Petrópolis XI - 1950 - Barra do Piraí XI - 1951 - Barra do Piraí XI |

### Era Profesional
| - 1952 - Adrianino (Engenheiro Paulo de Frontin) - 1952 - Adrianino (Engenheiro Paulo de Frontin) - 1953 - Barra Mansa FC (Barra Mansa) - 1954 - Coroados (Valença) - 1955 - Frigorífico (Mendes) - 1956 - no terminó - 1957 - no terminó - 1958 - Manufatora (Niterói) - 1959 - Fonseca AC (Niterói) - 1960 - Fonseca AC (Niterói) - 1961 - Rio Branco (Campos) - 1962 - Fonseca AC (Niterói) - 1963 - Goytacaz FC (Campos) - 1964 - Americano FC (Campos) - 1964 - Eletrovapo (Niterói) - 1965 - Americano FC (Campos) | - 1966 - Goytacaz FC (Campos) - 1967 - Goytacaz FC (Campos) - 1968 - Americano FC (Campos) - 1969 - Americano FC (Campos) - 1970 - Central (Barra do Piraí) - 1971 - Central (Barra do Piraí) - 1972 - Barbará (Barra Mansa) - 1973 - Barbará (Barra Mansa) - 1974 - Sapucaia (Campos) - 1975 - Americano FC (Campos) - 1976 - Central (Barra do Piraí) - 1977 - Manufatora (Niterói) - 1978 - Goytacaz FC (Campos) |

## Títulos por equipo
| Club          | Ciudad                | Campeón                          | Finalista                                    |
| ------------- | --------------------- | -------------------------------- | -------------------------------------------- |
| Goytacaz      | Campos dos Goytacazes | 5 (1955, 1963, 1966, 1967, 1978) | 7 (1943, 1953, 1957, 1959, 1960, 1965, 1975) |
| Americano     | Campos dos Goytacazes | 5 (1964, 1965, 1968, 1969, 1975) | 4 (1964, 1970, 1974, 1978)                   |
| Byron         | Niterói               | 5 (1917, 1922, 1924, 1924, 1925) | 1 (1926)                                     |
| Ypiranga      | Niterói               | 5 (1928, 1929, 1930, 1931, 1935) | 0                                            |
| Fluminense    | Niterói               | 4 (1919, 1920, 1930, 1938)       | 1 (1925)                                     |
| Fonseca       | Niterói               | 3 (1959, 1960, 1962)             | 1 (1961)                                     |
| Central       | Barra do Piraí        | 3 (1934, 1970, 1976)             | 1 (1952)                                     |
| Adrianino     | Paulo de Frontin      | 3 (1952, 1952, 1957)             | 0                                            |
| Barra Mansa   | Barra Mansa           | 2 (1953, 1953)                   | 2 (1955, 1955)                               |
| Barreto       | Niterói               | 2 (1921, 1923)                   | 1 (1922)                                     |
| Aliança       | Campos dos Goytacazes | 2 (1936, 1937)                   | 0                                            |
| Icaraí        | Niterói               | 2 (1941, 1943)                   | 1 (1922)                                     |
| Serrano       | Petrópolis            | 2 (1925, 1945)                   | 0                                            |
| Manufatora    | Niterói               | 2 (1958, 1977)                   | 0                                            |
| Barbará       | Barra Mansa           | 2 (1971, 1972)                   | 0                                            |
| Rio Branco    | Campos dos Goytacazes | 1 (1961)                         | 3 (1958, 1962, 1963)                         |
| Royal         | Barra do Piraí        | 1 (1942)                         | 2 (1953, 1954)                               |
| Odeon         | Niterói               | 1 (1917)                         | 1 (1921)                                     |
| Petropolitano | Petrópolis            | 1 (1944)                         | 1 (1924)                                     |
| Nictheroyense | Niterói               | 1 (1918)                         | 1 (1922)                                     |
| Coroados      | Valença               | 1 (1954)                         | 1 (1952)                                     |
| Canto do Rio  | Niterói               | 1 (1933)                         | 0                                            |
| Gragoatá      | Niterói               | 1 (1927)                         | 0                                            |
| Ararigboya    | Niterói               | 1 (1915)                         | 0                                            |
| Parnahyba     | Niterói               | 1 (1916)                         | 0                                            |
| Elite         | Niterói               | 1 (1926)                         | 0                                            |
| Eletrovapo    | Niterói               | 1 (1964)                         | 0                                            |
| Friburgo      | Nova Friburgo         | 1 (1940)                         | 0                                            |
| Frigorífico   | Mendes                | 1 (1955)                         | 0                                            |
| Sapucaia      | Campos dos Goytacazes | 1 (1974)                         | 0                                            |
| Ypiranga      | Macaé                 | 0                                | 1 (1941)                                     |
| Metalúrgico   | São Gonçalo           | 0                                | 1 (1942)                                     |
| Municipal     | Campos dos Goytacazes | 0                                | 1 (1964)                                     |
| Campos        | Campos dos Goytacazes | 0                                | 1 (1971)                                     |
| Esperança     | Niterói               | 0                                | 1 (1944)                                     |
| Resende       | Resende               | 0                                | 1 (1968)                                     |
| Paraíso       | Resende               | 0                                | 1 (1968)                                     |
| Itaboraí      | Itaboraí              | 0                                | 1 (1977)                                     |

## Torneo Inicio
| Año         | Campeón       | Finalista    | 3.º Lugar       | 4.º lugar   |
| ----------- | ------------- | ------------ | --------------- | ----------- |
| 1918        | Canto do Rio  | Byron        | Cruzeiro do Sul | Palmeiras   |
| 1919        | Barreto       | Odeon        | desconocido     | desconocido |
| 1920        | Barreto       | Ypiranga     | desconocido     | desconocido |
| 1921        | Odeon         | Fluminense   | Canto do Rio    | Ararigboya  |
| 1922        | Fluminense    | Barreto      | Odeon           | Ararigboya  |
| 1923        | Nictheroyense | Byron        | desconocido     | desconocido |
| 1924        | Barreto       | Ypiranga     | desconocido     | desconocido |
| 1925        | Serrano       | Rio Cricket  | Canto do Rio    | Gragoatá    |
| 1926        | Canto do Rio  | desconocido  | desconocido     | desconocido |
| 1927        | Byron         | Canto do Rio | Gragoatá        | Fluminense  |
| 1928 a 1951 | no se jugó    | no se jugó   | no se jugó      | no se jugó  |
| 1952        | Adrianino     | Coroados     | Barra Mansa     | Fonseca     |
| 1953        | Barra Mansa   | Royal        | 1.º de Maio     | Frigorífico |
| 1954 a 1955 | desconocido   | desconocido  | desconocido     | desconocido |
| 1956 a 1978 | no se jugó    | no se jugó   | no se jugó      | no se jugó  |

## Supercampeonato Fluminense
| Año  | Campeón     | Finalista   | 3.º lugar | 4.º lugar | Campeonato             |
| ---- | ----------- | ----------- | --------- | --------- | ---------------------- |
| 1953 | Barra Mansa | Goytacaz    | Fonseca   | Fonseca   | Supercampeonato da FFD |
| 1954 | cancelado   | cancelado   | cancelado | cancelado | Supercampeonato da FFD |
| 1955 | Goytacaz    | Barra Mansa | Americano | Cruzeiro  | Supercampeonato da FFD |